# Tacopan
Tacopan är en ort i Mexiko.   Den ligger i kommunen Atempan och delstaten Puebla, i den sydöstra delen av landet, 180 km öster om huvudstaden Mexico City. Tacopan ligger 2 061 meter över havet och antalet invånare är 4 248.
Terrängen runt Tacopan är lite bergig, och sluttar norrut. Runt Tacopan är det ganska tätbefolkat, med 179 invånare per kvadratkilometer. Närmaste större samhälle är Teziutlan, 7,8 km öster om Tacopan. I omgivningarna runt Tacopan växer huvudsakligen savannskog.